# Zainul-Abedin-Museum
Das Zainul-Abedin-Museum (bengalisch শিল্পাচার্য জয়নুল আবেদিন সংগ্রহশালা Shilpacharya Zainul Abedin Sangrahashala) ist ein Kunstmuseum in Maimansingh (Bangladesch).

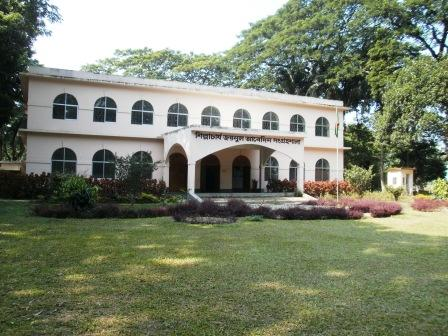
Zainul Abedin Museum

## Geschichte
Das Museum wurde 1975 gegründet und enthält die Sammlungen des Künstlers Shilpacharya Zainul Abedin (1914–1976). Die Kunstgalerie wurde in Mymensingh gegründet, da hier der Künstler seine frühen Tage verbrachte. Abedin, ein Pionier der modernen Kunstbewegung des Landes, schuf Kunstwerke zu Themen wie der Hungersnot in Bengalen von 1943 und der Unabhängigkeit der Menschen. Das Museum befindet sich im Bereich des Shaheeb Quarter Park am Ufer des Flusses Brahmaputra. Jedes Jahr im Dezember organisiert die Galeriebehörde ein Jubiläumsprogramm, das eine Diskussion über Leben und Werk von Zainul sowie einen Malwettbewerb umfasst. Während die Kunstgalerie keine Veröffentlichungen herausgibt, hat das Bangladesh National Museum mit einer Sammlung von 800 Abedin-Gemälden im Auftrag des Künstlers Plakate und Karten herausgegeben. Shilpacharya Zainul Abedin Sangrahashala ist eine Zweigstelle des Nationalmuseum.
Abedin wurde in Mymensingh geboren und zeichnete Bilder am Fluss Brahmaputra. Als Schüler der örtlichen Mrityunjay-Schule („Triumph Over Death“) gewann er den ersten Preis im Kunstwettbewerb „The Bombay Chronicle“. Anschließend schickte der Schulleiter weitere Gemälde von Abedin nach Indien. Die Schullehrer widmeten sich seiner Kunst und ermutigten ihn, nach Kalkutta zu gehen. Im Jahr 1933 wurde Abedin in die Kunstschule der Regierung von Kalkutta aufgenommen. In den 1950er Jahren begann Abedin, vernachlässigte Kunstwerke aus Bangladesch zu sammeln, die über die ländlichen Gebiete des Landes verstreut waren. Der Künstler blieb seiner Heimatstadt verbunden und veranlasste am 15. April 1975 die Gründung eines Museums in Mymensingh in einem Gebäude eines Herrn Barden, der es später an ein Mitglied des Exekutivrates des Vizekönigs verkaufte. Die Galerie wurde mit ungefähr 70 Kunstwerken eröffnet, darunter Ölgemälde und Zeichnungen von Abedin während seiner Auslandsreisen. Die Galerie wurde ursprünglich von einem Komitee betrieben, das von einer lokalen Verwaltung unterstützt wurde.
In seinen frühen Jahren hatte es 77 von Abedins Gemälden, aber 1982 wurden siebzehn Kunstwerke aus dem Museum gestohlen, von denen 1994 nur zehn gefunden wurden. Die Renovierungsarbeiten begannen 1997. Zwei Jahre später übernahm das Nationalmuseum die Leitung der Galerie und schloss die Renovierungsarbeiten 2004 auf der 1,3 ha großen Anlage ab. Dies beinhaltete den Bau eines Haupttors, von Ticketschaltern und Mauern. Ein Projektor, ein Soundsystem und ein Luftentfeuchter wurden installiert. Ein Künstlerhaus und eine Open-Air-Bühne wurden hinzugefügt. Sammlung Derzeit befinden sich 53 Ölgemälde im Archiv. Die Sammlung umfasst verschiedene Themen und Themen, obwohl die meisten Szenen des ländlichen Bengalen darstellen. Neben den Originalgemälden gibt es 16 Repliken und 75 Fotografien zu Zainuls Leben und Werk. Es werden auch 69 Erinnerungsstücke ausgestellt, darunter Bürsten, Bürstenhalter, Flaschen Terpentin und Leinöl, Kohlebox, Kohle, Wachs, Farbpalette, Farbtube, Staffelei, Tintentopf, Lederporträthalter, Metallclip, Schilfstift, Schaber, Spatel und seine Brille. Die Erinnerungsstücke befinden sich in Glaskästen inmitten der Galerie. Gründe Auf Abedins Wunsch wurde auch eine Kunstschule auf dem Museumsgelände eingerichtet. Künstler können im Art Cottage übernachten, das sich in einem separaten Dreizimmergebäude befindet. Eine Open-Air-Bühne wird von Studenten auf Studienreisen genutzt und kann von anderen gemietet werden.